# 北京大学外国语学院

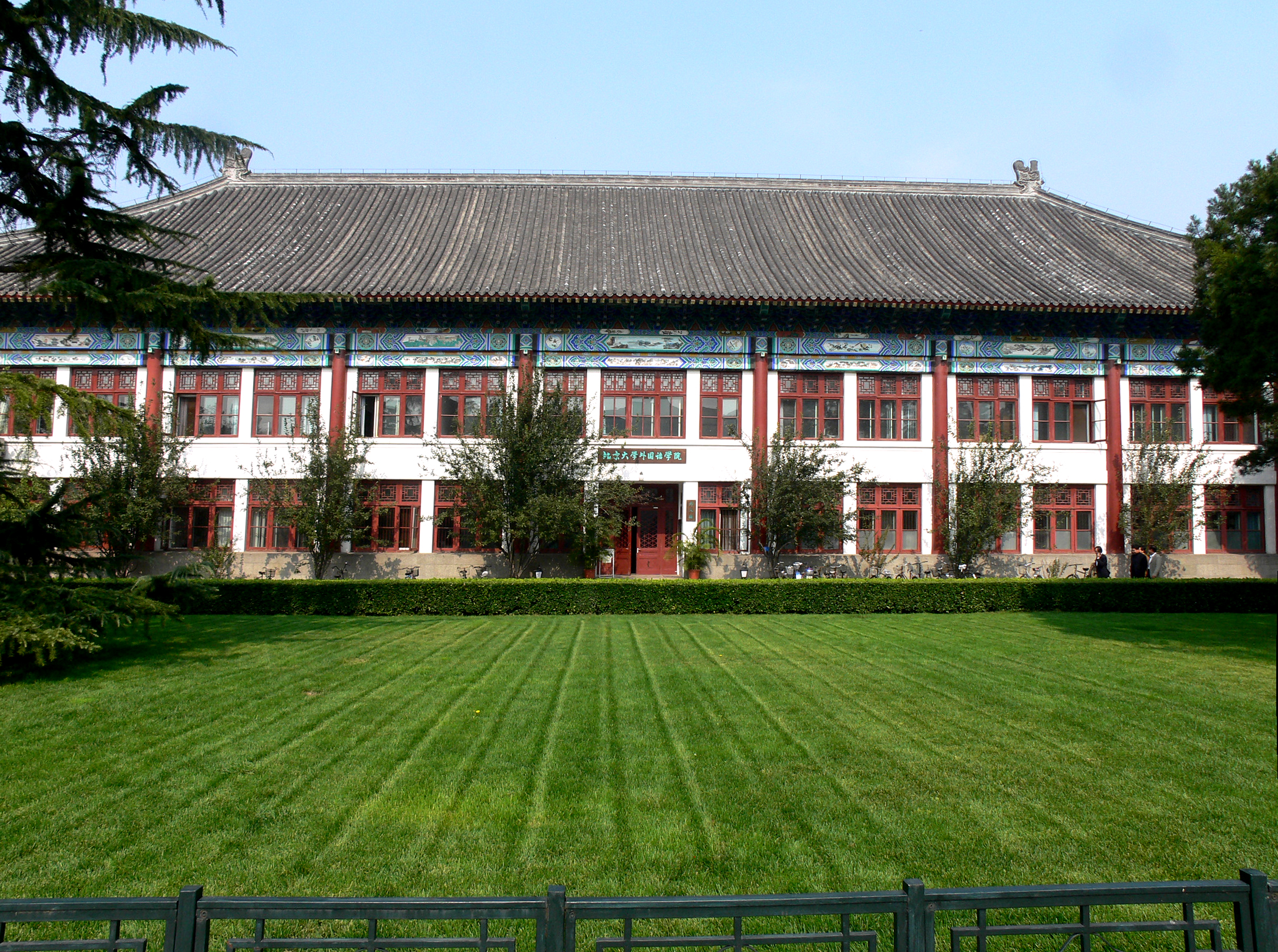
北京大学外国语学院

北京大学外国语学院是北京大學下属的一個學院，隸屬於北京大学人文学部。

## 歷史
1919年，北京大学废科改系，当时分为14个系，由留美教授胡适担任英国文学系主任。胡适与英文系的另一位著名教授辜鸿铭分别代表了当时新文化运动中的新旧两派。20世纪20年代，英文系集中了陈源、杨荫庆、温源宁、林语堂、徐志摩、郁达夫、罗昌、潘家洵、张欣海、杨宗翰、王文显、吴宓等学者。温源宁、杨荫庆和凌子平等曾先后出任过系主任。 
1932年，北京大学的英文、法文、德文系合并为西洋文学系，后改称外国文学系。20世纪30年代，外文系任教的著名英语学者有梁实秋、朱光潜、叶公超、赵诏熊等。梁实秋和叶公超曾分别先后担任外文系主任兼英语组主任。 
1946年，东方语言文化系成立，创建人是季羡林，梵语和巴利语成为该系最早设立的语种，随后有开设阿拉伯语专业；曾先后更名为东方语言学系、东方语言文学系和东方学系。
1942年7月在呈贡县斗南村成立国立东方语文专科学校（英文名：National College of Oriental Studies，简称“东方语专”），首任校长王文萱，开设了印地语、越南语、暹罗语和缅甸语4个语科。东方语专1945年迁重庆沙坪坝新开寺，1946年夏迁至南京。又陆续开设马来语、朝鲜语、菲律宾语和阿拉伯语4个语科。1949年春夏之交，周恩来为了集中力量重点培养新中国急需的通晓东方语人才，委托胡乔木找其清华同学季羡林教授征求意见，说中央想把南京的东方语言专科学校、中央大学边政系的一部分、边疆学院的一部分从南京迁北京并入北大东方语言文学系。东方语专并入北大东语系，印地语、朝鲜语成为北大印度学科的教研语种之一。1954年，东语系增设了乌尔都语。1960年，本专业招收了梵巴语本科生。
1999年6月22日，由原北京大学英语语言文学系、俄罗斯语言文学系、西方语言文学系和东方语言文学系合并，成立北京大學外國語學院。2004年开始了孟加拉语教学。

## 現狀
北京大学外国语学院有十三個系和二十個招生語種專業。設英语、印度、日本、朝鲜四個文化研究所。擁有本科、硕士研究生与博士研究生三個層次，现有教职员工263人，其中教授56名，副教授97名，本科生、硕士生和博士生逾千人。外国语学院图书馆共有二十个语种的二十一万册藏书，中外文现刊四百余种，馆舍面积1500平方米，分布在外文楼和化学北楼。

### 院系設置
由英语、法语、德语、西班牙语、朝鲜语、日本语、俄罗斯语、阿拉伯语、东南亚语、南亚学、西亚语、亚非语系以及世界文学研究所等十三個系组成。

### 專業設置
有英语、法语、德语、日语、阿拉伯语、俄语、西班牙语、葡萄牙语、朝鲜语、蒙古语、泰语、缅甸语、越南语、印尼语、菲律宾语、梵语、巴利语、印地语、乌尔都语、孟加拉语、波斯语、希伯来语等二十個招生语种的专业。

### 国家重点学科
北京大学外国语学院中的国家重点学科有：英语语言文学和印度语言文学。

### 特色專業
北京大学外国语学院中的特色专业有：梵巴文语言文化专业和希伯莱语言文化专业。

### 学术刊物
《国外文学》是中文社会科学引文索引（ CSSCI ）的核心期刊。

### 研究机构
印度研究中心、巴基斯坦研究中心、南亚研究中心、梵文贝叶经与佛教文献研究所

## 外部連結
- 北京大學外國語學院網站（页面存档备份，存于）
- 系所中心（页面存档备份，存于）
- 外院新聞（页面存档备份，存于）